# Ennya scaramozzinoi
Ennya scaramozzinoi är en insektsart som beskrevs av Creão-duarte och Albino Morimasa Sakakibara 1994. Ennya scaramozzinoi ingår i släktet Ennya och familjen hornstritar. Inga underarter finns listade i Catalogue of Life.